# Liste der Biografien/Schmidt, H
Liste der Biografien |
Portal Biografien |
H Personensuche
# |
A |
B |
C |
D |
E |
F |
G |
H |
I |
J |
K |
L |
M |
N |
O |
P |
Q |
R |
S |
T |
U |
V |
W |
X |
Y |
Z |
?
 
Sa |
Sb |
Sc |
Sd |
Se |
Sf |
Sg |
Sh |
Si |
Sj |
Sk |
Sl |
Sm |
Sn |
So |
Sp |
Sq |
Sr |
Ss |
St |
Su |
Sv |
Sw |
Sy |
Sz
 
Sca–Sce |
Sch |
Sci–Scz
 
Scha |
Schc |
Schd |
Sche |
Schg |
Schi |
Schj |
Schk |
Schl |
Schm |
Schn |
Scho |
Schp |
Schr |
Schs |
Scht |
Schu |
Schv |
Schw |
Schy
 
Schma |
Schme |
Schmi |
Schmo |
Schmu |
Schmy
 
Schmic |
Schmid |
Schmie |
Schmig |
Schmik |
Schmil |
Schmin |
Schmir |
Schmis |
Schmit
 
Schmida |
Schmidb |
Schmide |
Schmidf |
Schmidg |
Schmidh |
Schmidi |
Schmidj |
Schmidk |
Schmidl |
Schmidm |
Schmidp |
Schmidr |
Schmids |
Schmidt |
Schmid, A |
Schmid, B |
Schmid, C |
Schmid, D |
Schmid, E |
Schmid, F |
Schmid, G |
Schmid, H |
Schmid, I |
Schmid, J |
Schmid, K |
Schmid, L |
Schmid, M |
Schmid, N |
Schmid, O |
Schmid, P |
Schmid, R |
Schmid, S |
Schmid, T |
Schmid, U |
Schmid, V |
Schmid, W |
Schmid, Y
 
Schmidt, A |
Schmidt, B |
Schmidt, C |
Schmidt, D |
Schmidt, E |
Schmidt, F |
Schmidt, G |
Schmidt, H |
Schmidt, I |
Schmidt, J |
Schmidt, K |
Schmidt, L |
Schmidt, M |
Schmidt, N |
Schmidt, O |
Schmidt, P |
Schmidt, R |
Schmidt, S |
Schmidt, T |
Schmidt, U |
Schmidt, V |
Schmidt, W |
Schmidt, Y |
Schmidtb |
Schmidtc |
Schmidte |
Schmidtg |
Schmidth |
Schmidti |
Schmidtk |
Schmidtl |
Schmidtm |
Schmidtn |
Schmidts
Die Liste der Biografien führt alle Personen auf, die in der deutschsprachigen Wikipedia einen Artikel haben. Dieses ist eine Teilliste mit 177 Einträgen von Personen, deren Namen mit den Buchstaben „Schmidt, H“ beginnt.

## Schmidt, H

### Schmidt, Ha
- Schmidt, Hagen (* 1970), deutscher Fußballspieler und -trainer
- Schmidt, Hajo (* 1947), deutscher Philosoph
- Schmidt, Hannah (* 1994), kanadische Freestyle-Skisportlerin
- Schmidt, Hannelore (1927–2019), deutsche Badmintonspielerin
- Schmidt, Hanno (1893–1972), deutscher Politiker (CDU), MdL
- Schmidt, Hanns H. F. (1937–2019), deutscher Schriftsteller, Komponist und Maler
- Schmidt, Hanns-Dietrich (* 1955), deutscher Dramaturg
- Schmidt, Hanns-Michael (* 1944), deutscher Schauspieler und Moderator
- Schmidt, Hans (1854–1923), deutscher Musiker und Dichter
- Schmidt, Hans (1877–1948), deutscher General der Infanterie
- Schmidt, Hans (1877–1953), deutscher evangelischer Theologe
- Schmidt, Hans (1879–1958), deutscher Gartenbaudirektor, Landschaftsarchitekt und Lehrer
- Schmidt, Hans (1881–1916), deutscher PriesterHans Schmidt (1881–1916)

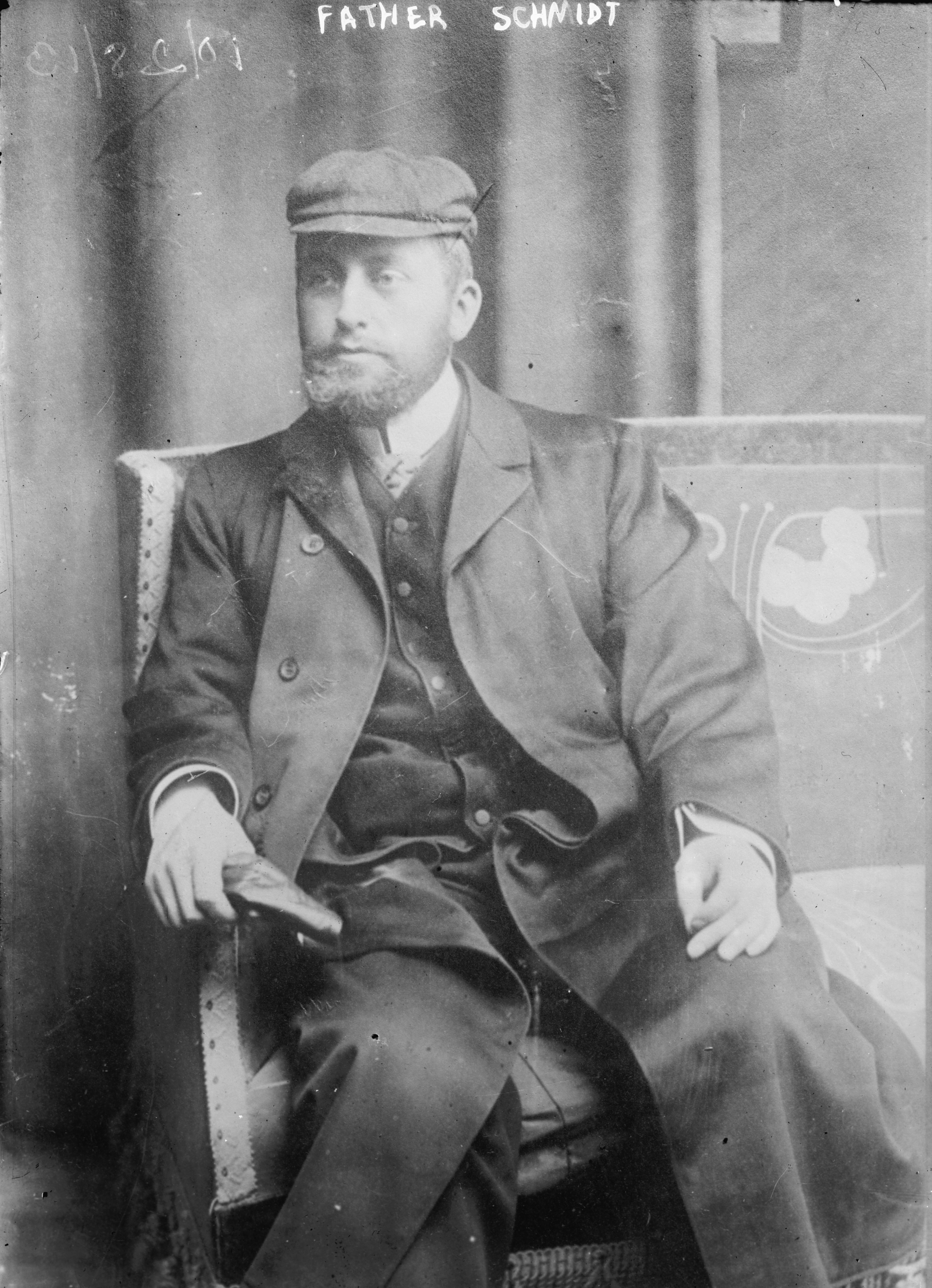
Hans Schmidt (1881–1916)

- Schmidt, Hans (1882–1933), deutscher Religionshistoriker, Literator, Pädagoge und Philosoph
- Schmidt, Hans (1882–1975), deutscher Bakteriologe und Immunologe
- Schmidt, Hans (1886–1959), deutscher Chemiker
- Schmidt, Hans (1886–1942), deutscher Politiker
- Schmidt, Hans (1887–1916), deutscher Fußballspieler
- Schmidt, Hans (1893–1972), Schweizer Architekt, Stadtplaner, Architekturtheoretiker und Grafiker
- Schmidt, Hans (1893–1971), deutscher Fußballspieler und -trainer
- Schmidt, Hans (1895–1971), deutscher Offizier, zuletzt Generalleutnant im Zweiten Weltkrieg
- Schmidt, Hans (1902–1982), deutscher Komponist, Musikpädagoge und Dirigent
- Schmidt, Hans (1903–1948), saarländischer Politiker (CVP), MdL
- Schmidt, Hans (1910–1984), deutscher Politiker (SPD), MdL
- Schmidt, Hans (1912–2009), deutscher Heimatpfleger, Autor und Regionalhistoriker
- Schmidt, Hans (1915–1995), deutscher Politiker (SED), Vorsitzender des RdB Cottbus
- Schmidt, Hans (1920–2003), deutscher Astronom
- Schmidt, Hans (1923–2019), deutscher Schriftentwerfer und Grafiker
- Schmidt, Hans (1923–1985), deutscher Gewerkschafter (FDGB), Vorsitzender der IG Metall
- Schmidt, Hans (1927–2010), deutsch-US-amerikanischer SS-Angehöriger und Holocaustleugner
- Schmidt, Hans (1930–2019), deutscher Musikwissenschaftler
- Schmidt, Hans (1930–1998), deutscher Historiker
- Schmidt, Hans (* 1950), deutscher evangelischer Theologe und Landessuperintendent
- Schmidt, Hans (* 1951), österreichischer Künstler
- Schmidt, Hans Christian (* 1953), dänischer Politiker (Venstre), Mitglied des Folketing
- Schmidt, Hans Dieter (1930–2005), deutscher Gymnasiallehrer und Schriftsteller
- Schmidt, Hans Joachim (1907–1981), deutscher Zahnarzt
- Schmidt, Hans Jochim (* 1938), deutscher Grundschulpädagoge, Hochschullehrer, Hörbuchsprecher und Verleger
- Schmidt, Hans M. (* 1936), deutscher Kunsthistoriker
- Schmidt, Hans Walter (1885–1974), deutscher Schriftsteller
- Schmidt, Hans Walter (1912–1934), deutscher SA-Führer, Opfer des sogenannten Röhm-Putsches
- Schmidt, Hans Werner (1859–1950), deutscher Maler, Illustrator und Radierer
- Schmidt, Hans Werner (1904–1991), deutscher Kunsthistoriker
- Schmidt, Hans Wilhelm (1903–1991), deutscher Theologe, evangelischer Pfarrer und Hochschullehrer
- Schmidt, Hans-Dieter (1926–1988), deutscher Film- und Theaterregisseur und Schauspieler
- Schmidt, Hans-Dieter (1927–2007), deutscher Psychologe
- Schmidt, Hans-Dieter († 2025), deutscher Militärarzt
- Schmidt, Hans-Dieter (* 1948), deutscher Fußballspieler und -trainer
- Schmidt, Hans-Joachim (* 1955), deutscher Historiker zur Geschichte des Mittelalters
- Schmidt, Hans-Jochen (* 1947), deutscher Diplomat
- Schmidt, Hans-Jörg (* 1953), deutscher Journalist und Buchautor
- Schmidt, Hans-Martin (* 1929), deutscher Jurist, Verleger, Stifter und Mäzen
- Schmidt, Hans-Otto (1945–2025), deutscher Maler
- Schmidt, Hans-Peter (* 1942), deutscher Unternehmer
- Schmidt, Hans-Reiner (* 1958), deutscher Komponist und Musiker
- Schmidt, Hans-Theodor (1899–1951), deutscher SS-Hauptsturmführer und Adjutant des Lagerkommandanten des KZ Buchenwald
- Schmidt, Hans-Thilo (1888–1943), Spion, der Geheimnisse über die deutsche Enigma-Schlüsselmaschine verkaufte
- Schmidt, Hans-Werner (* 1951), deutscher Kunsthistoriker und Museumsdirektor
- Schmidt, Hansheinrich (1922–1994), deutscher Politiker (FDP), MdB
- Schmidt, Hansi (1942–2023), rumänischer bzw. deutscher Handballspieler
- Schmidt, Hansjörg (* 1974), deutscher Politiker (SPD), MdHB
- Schmidt, Hansjürgen (1935–2022), deutscher Komponist
- Schmidt, Harald (* 1957), deutscher Schauspieler, Kabarettist und ModeratorHarald Schmidt (* 1957)

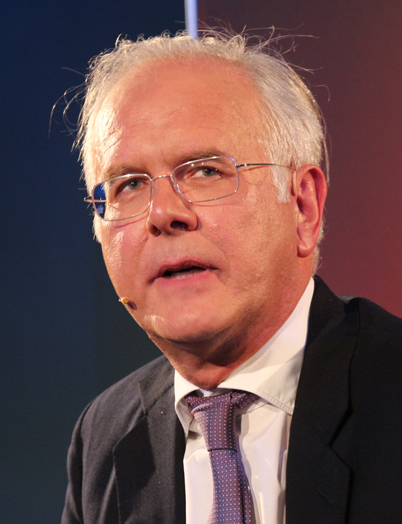
Harald Schmidt (* 1957)

- Schmidt, Harald (* 1959), deutscher Arzt und Apotheker sowie Professor für Pharmakologie und Personalisierte Medizin
- Schmidt, Harro (* 1957), deutscher Autor, Kurator und Museumsdirektor
- Schmidt, Harry (1883–1964), deutscher Kunsthistoriker
- Schmidt, Harry (1886–1968), US-amerikanischer General des United States Marine Corps
- Schmidt, Harry (1894–1951), deutscher Mathematiker und Hochschullehrer
- Schmidt, Harry (1897–1980), deutscher Chemiker
- Schmidt, Harry (1916–1977), südafrikanischer Moderner Fünfkämpfer
- Schmidt, Harry (1927–2003), deutscher Holzschnitzer
- Schmidt, Harry (* 1960), deutscher Schauspieler, Musiker und Airbrush-KünstlerHarry Schmidt (* 1960)

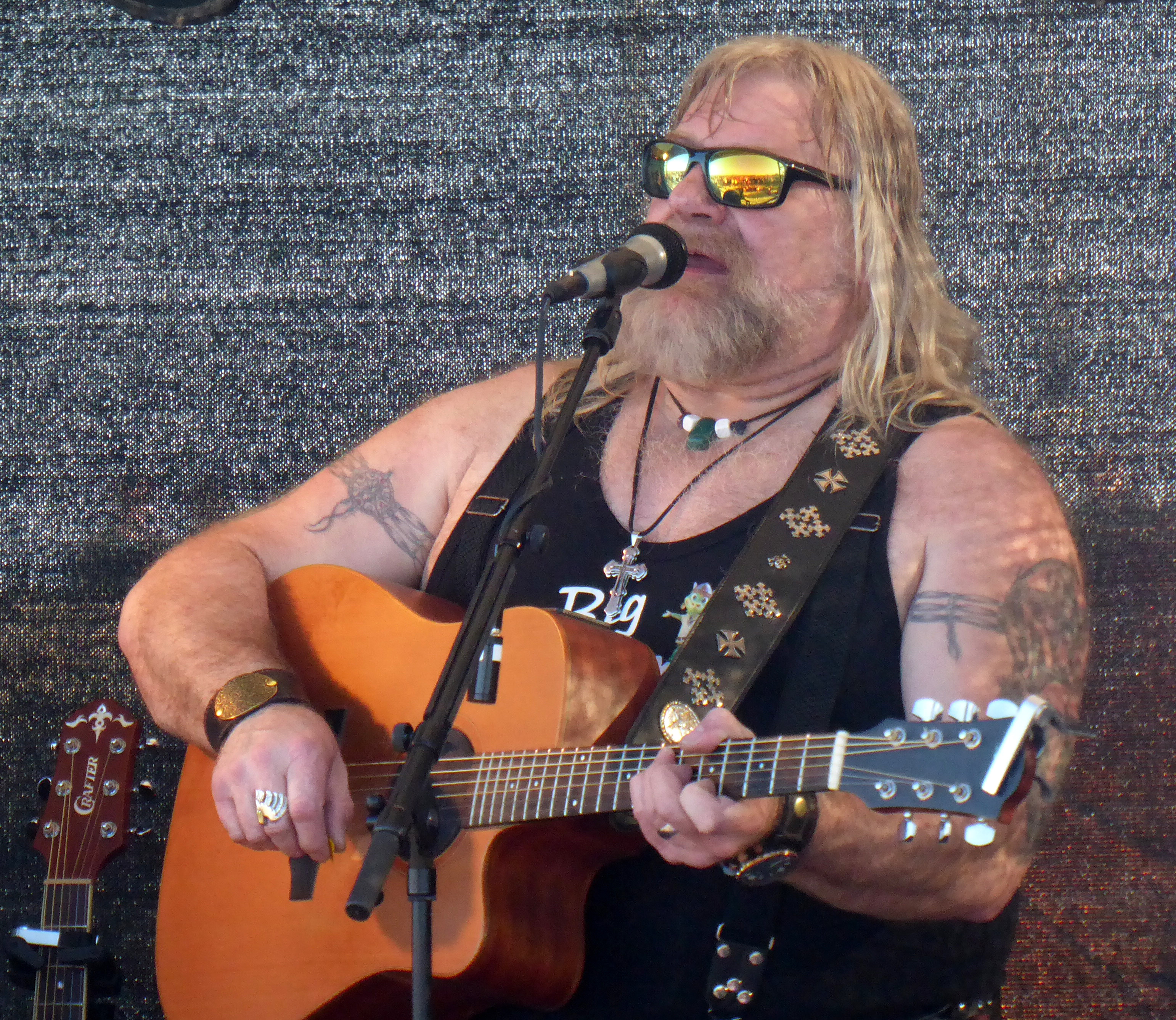
Harry Schmidt (* 1960)

- Schmidt, Hartmut (1930–2006), deutscher Kirchenmusiker, Chorleiter und Hochschullehrer
- Schmidt, Hartmut (* 1934), deutscher Germanist
- Schmidt, Hartmut (* 1941), deutscher Betriebswirt und emeritierter Hochschullehrer (Universität Hamburg)
- Schmidt, Hartmut (* 1942), deutscher Journalist und Historiker
- Schmidt, Hartmut (* 1946), österreichischer Komponist und Musiker
- Schmidt, Hartmut (* 1953), deutscher Fußballspieler
- Schmidt, Hartwig (1942–2016), deutscher Bauforscher und Denkmalpfleger
- Schmidt, Harvey (1929–2018), US-amerikanischer Komponist

### Schmidt, He
- Schmidt, Heather (* 1974), kanadisch-US-amerikanische Komponistin, Pianistin und Filmschaffende
- Schmidt, Heide (* 1948), österreichische Juristin und Politikerin (FPÖ, LIF), Mitglied des BundesratesHeide Schmidt (* 1948)

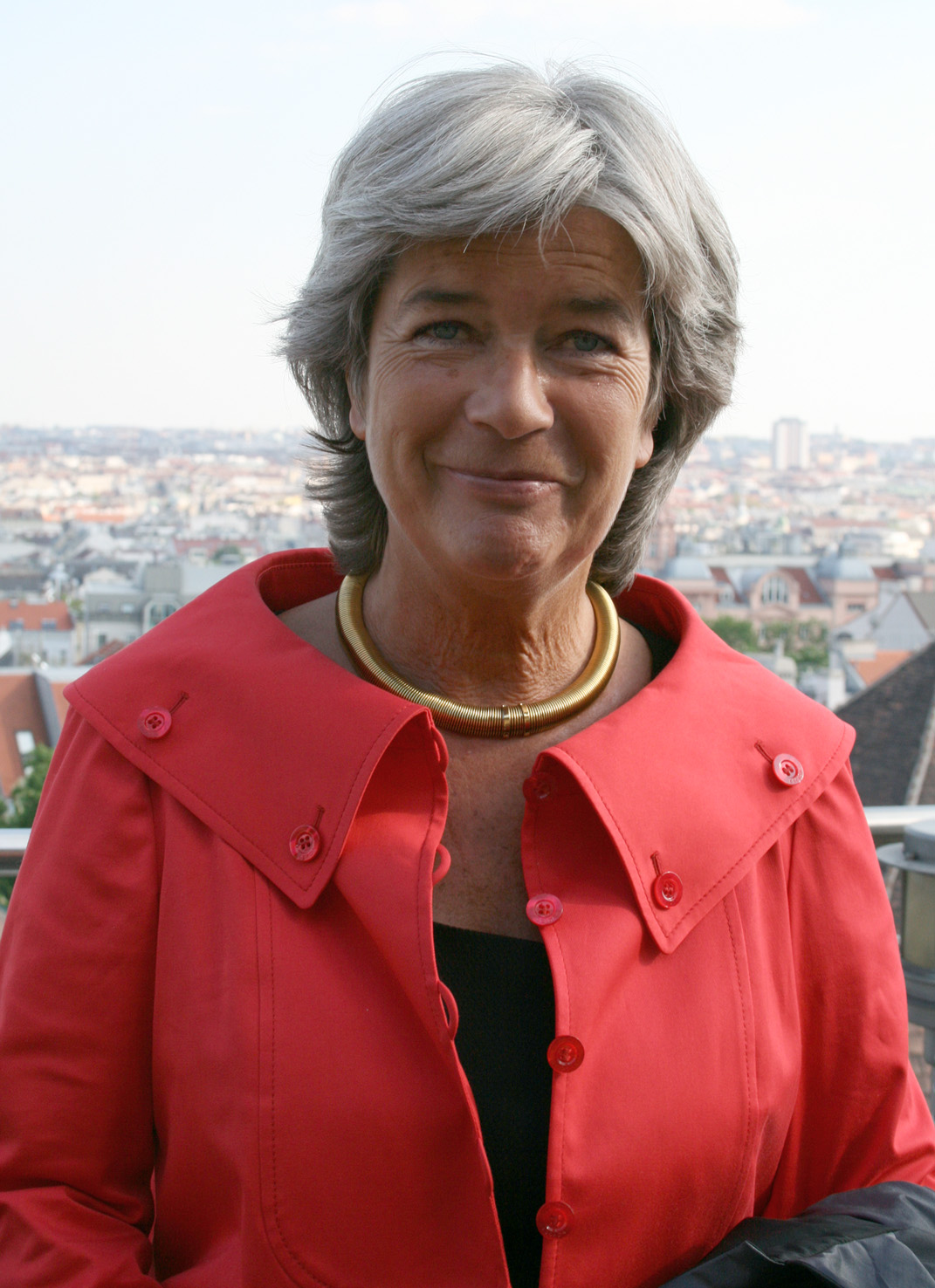
Heide Schmidt (* 1948)

- Schmidt, Heidi (1972–2010), deutsche Schriftstellerin und Kinder- und Jugendbuchautorin
- Schmidt, Heiner (1926–1985), deutscher Schauspieler, Sprecher und Regisseur
- Schmidt, Heinrich (1779–1857), deutscher Schauspieler, Theaterdirektor, Regisseur und Schriftsteller
- Schmidt, Heinrich († 1842), deutscher Porzellanmaler in Weimar
- Schmidt, Heinrich (1788–1850), kurfürstlich hessischer Generalmajor und Kriegsminister
- Schmidt, Heinrich (1809–1870), deutscher Sänger, Schauspieler, Regisseur und Komponist
- Schmidt, Heinrich (1856–1927), deutscher Reichsgerichtsrat
- Schmidt, Heinrich (1861–1923), deutscher Komponist, Musikwissenschaftler und Musikpädagoge
- Schmidt, Heinrich (1871–1941), deutscher Handwerker und Politiker (DDP)
- Schmidt, Heinrich (* 1873), deutscher Rechtsanwalt und Notar
- Schmidt, Heinrich (1874–1935), deutscher Archivar und Philosoph
- Schmidt, Heinrich (1876–1931), deutscher Unternehmer, Bürgermeister, Mitglied des Provinziallandtages der Provinz Hessen-Nassau
- Schmidt, Heinrich (* 1899), deutscher DBD-Funktionär, MdV
- Schmidt, Heinrich (1900–1977), deutscher Politiker (CDU), MdL
- Schmidt, Heinrich (1902–1960), deutscher Politiker (NSDAP), MdR, MdL
- Schmidt, Heinrich (1910–1988), deutscher Politiker (CDU), MdL
- Schmidt, Heinrich (1912–1988), deutscher Fußballspieler
- Schmidt, Heinrich (1912–2000), deutscher Lagerarzt in KonzentrationslagernHeinrich Schmidt (1912–2000)

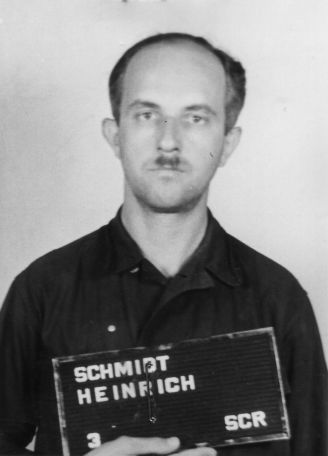
Heinrich Schmidt (1912–2000)

- Schmidt, Heinrich (1928–2022), deutscher Historiker und Archivar
- Schmidt, Heinrich Ernst (1834–1926), deutschamerikanischer Arzt
- Schmidt, Heinrich Friedrich Thomas (1780–1845), deutscher Maler, Kupferstecher und Radierer
- Schmidt, Heinrich Josef (1889–1945), deutscher Politiker (Zentrum), MdR
- Schmidt, Heinrich Philipp (1863–1933), Mitglied des Provinziallandtages der Provinz Hessen-Nassau
- Schmidt, Heinrich Richard (* 1952), deutscher Historiker
- Schmidt, Heinrich Rudolph (1814–1867), deutscher Gymnasiallehrer und Naturkundler
- Schmidt, Heinrich Theodor (1843–1904), deutscher Architekt
- Schmidt, Heinrich von (1850–1928), deutscher Architekt und Hochschullehrer
- Schmidt, Heinz (1906–1989), deutscher Widerstandskämpfer gegen den Nationalsozialismus und Redakteur
- Schmidt, Heinz (1919–1966), deutsches Todesopfer der Berliner Mauer
- Schmidt, Heinz (* 1929), deutscher Politiker (SED)
- Schmidt, Heinz (1930–2012), deutscher Bezirksverwaltungsleiter des MfS
- Schmidt, Heinz (1943–2025), deutscher evangelischer Theologe und emeritierter Hochschullehrer
- Schmidt, Heinz (* 1948), deutscher Skispringer
- Schmidt, Heinz Friedrich (1902–1971), deutscher Volkskundler und Heimatforscher
- Schmidt, Heinz-Ludwig (1920–2008), deutscher Fußballtrainer
- Schmidt, Helfried (* 1957), deutscher Verleger
- Schmidt, Helga (1937–2018), deutsche Schwimmerin
- Schmidt, Helmut (1918–2015), deutscher Politiker (SPD), MdB, MdEP, Bundeskanzler der Bundesrepublik Deutschland (1974–1982)Helmut Schmidt (1918–2015)

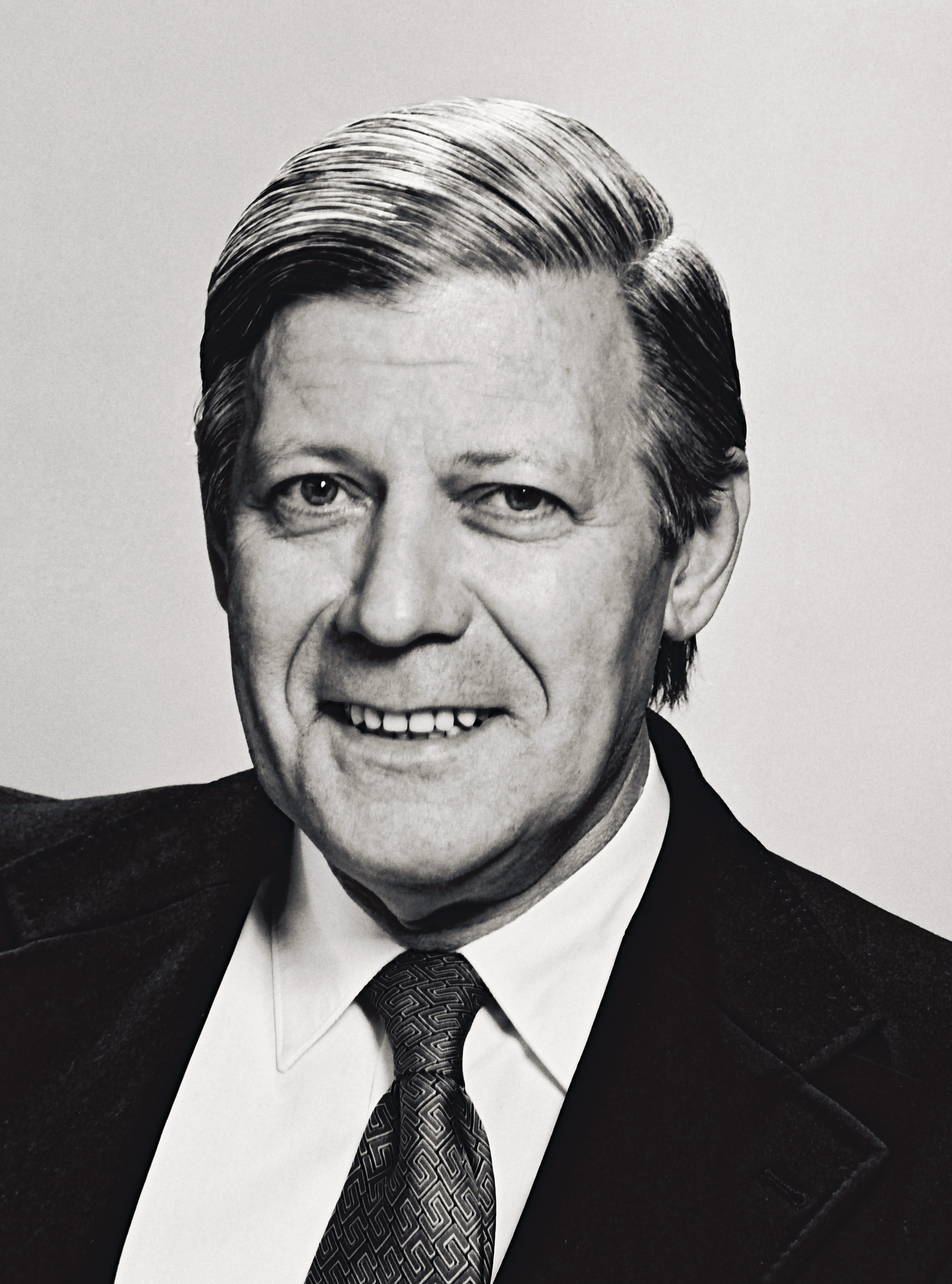
Helmut Schmidt (1918–2015)

- Schmidt, Helmut (1920–2010), deutscher Sportfunktionär
- Schmidt, Helmut (1928–2011), deutsch-amerikanischer Physiker, Parapsychologe
- Schmidt, Helmut (* 1938), deutscher Fußballspieler
- Schmidt, Helmut (* 1943), deutscher Wissenschaftler und Politiker (SPD)
- Schmidt, Helmut (* 1949), deutscher Fußballspieler
- Schmidt, Helmut J. (* 1953), deutscher Zoologe und Hochschulfunktionär
- Schmidt, Henessi (* 1995), estnische Schauspielerin
- Schmidt, Henner (* 1964), deutscher Politiker (FDP), MdA
- Schmidt, Henri (* 1983), deutscher Politiker (CDU), MdBHenri Schmidt (* 1983)

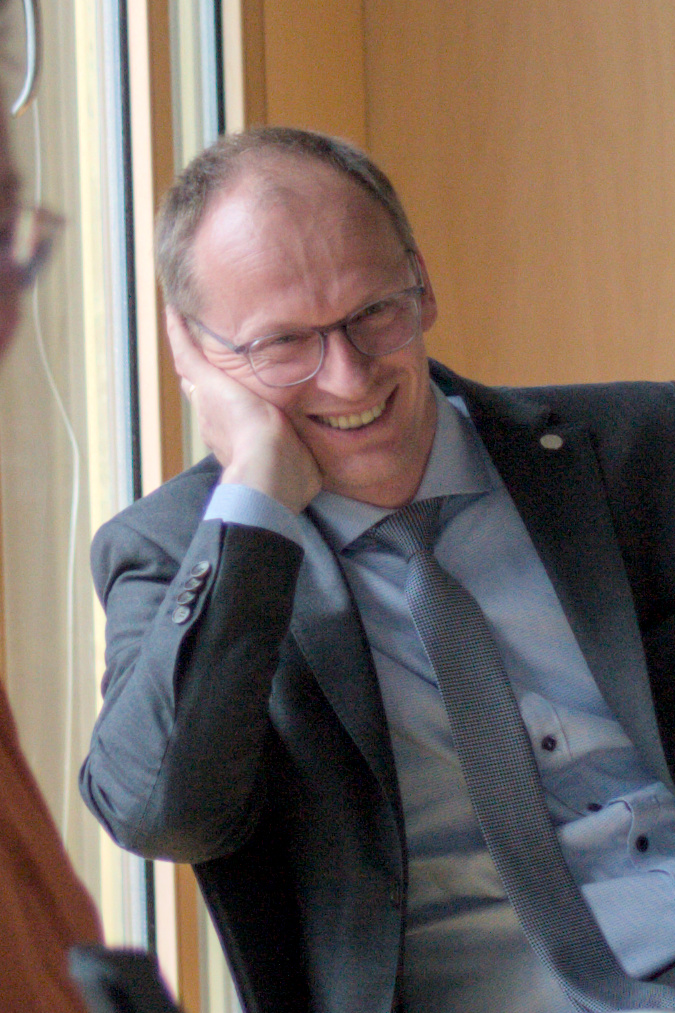
Henri Schmidt (* 1983)

- Schmidt, Henry (1912–1996), deutscher SS-Obersturmführer, Kriminal-Kommissar der Gestapo, Täter des Holocaust, Kriegsverbrecher
- Schmidt, Herbert, deutscher Fußballspieler
- Schmidt, Herbert (1892–1975), deutscher HNO-Arzt sowie Hochschullehrer
- Schmidt, Herbert (1906–1985), deutscher Jurist
- Schmidt, Herbert (1914–2002), deutscher Ruderer
- Schmidt, Herbert (1928–2019), deutscher Historiker und Biograf
- Schmidt, Herbert (1932–2018), luxemburgischer Orgelbauer
- Schmidt, Herbert (* 1971), österreichischer Fachbuchautor historisches Fechten
- Schmidt, Heribert (1920–2008), sauerländischer Heimatdichter und Kommunalpolitiker
- Schmidt, Herman (* 1930), Schweizer Bundesrichter
- Schmidt, Hermann (1810–1845), deutscher Komponist
- Schmidt, Hermann (1851–1921), deutscher Jurist, Politiker und Oberbürgermeister von Erfurt
- Schmidt, Hermann (1859–1937), deutscher Unternehmer und Politiker
- Schmidt, Hermann (1868–1932), deutscher Mühlenbesitzer und Politiker
- Schmidt, Hermann (1870–1928), deutscher Politiker (DNVP), MdL
- Schmidt, Hermann (1871–1929), Landgerichtspräsident, Mitglied des Provinziallandtages der Provinz Hessen-Nassau
- Schmidt, Hermann (1880–1945), deutscher Jurist und Politiker (Zentrum), preußischer Staatsminister
- Schmidt, Hermann (1885–1950), deutscher Dirigent, Heeresobermusikinspizient und Hochschullehrer
- Schmidt, Hermann (1892–1978), deutscher Geologe und Paläontologe
- Schmidt, Hermann (1894–1968), deutscher Physiker, Regelungstechniker und Kybernetiker
- Schmidt, Hermann (1902–1993), deutscher Mathematiker und Hochschullehrer
- Schmidt, Hermann (1917–1983), deutscher Politiker (SPD), MdL, MdB
- Schmidt, Hermann (* 1932), deutscher Berufspädagoge und Beamter
- Schmidt, Hermann (1949–2025), deutscher Verlagsmanager, Sportbuchautor
- Schmidt, Hermann Adolf Alexander (1831–1894), deutschbaltischer Physiologe
- Schmidt, Hermann Joachim Eduard (1830–1900), deutscher Handwerker und Politiker (NLP), MdR
- Schmidt, Hermann Josef (* 1939), deutscher Philosoph
- Schmidt, Hermann von (1811–1873), preußischer Jurist, Polizeidirektor und Landrat
- Schmidt, Herrmann (1803–1867), deutscher Unternehmer
- Schmidt, Herta (1900–1992), deutsche Paläontologin

### Schmidt, Ho
- Schmidt, Holger (* 1957), deutscher Leichtathlet
- Schmidt, Holger (* 1959), deutscher Stadtplaner und Hochschullehrer
- Schmidt, Holger (* 1966), deutscher Wirtschaftsjournalist und Blogger
- Schmidt, Holger (* 1971), deutscher Hörfunkjournalist und Publizist
- Schmidt, Holger Karsten (* 1965), deutscher DrehbuchautorHolger Karsten Schmidt (* 1965)

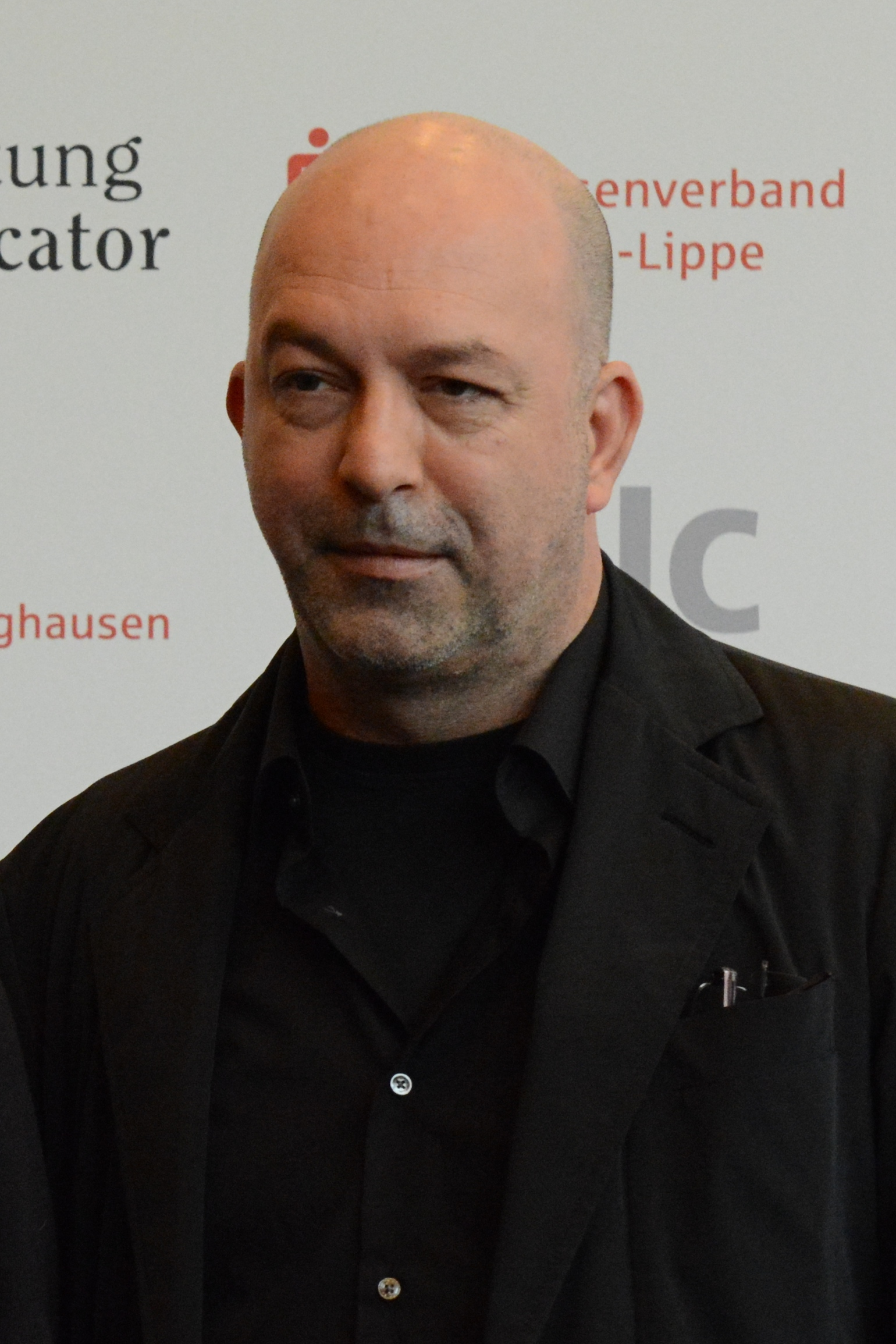
Holger Karsten Schmidt (* 1965)

- Schmidt, Horst (* 1924), deutscher Fußballtorwart
- Schmidt, Horst (1925–1976), deutscher Arzt und Politiker (SPD), MdB
- Schmidt, Horst (* 1931), deutscher Politiker (SPD), MdHB
- Schmidt, Horst (1948–1990), deutscher Fußballspieler
- Schmidt, Horst R. (* 1941), deutscher Fußballfunktionär

### Schmidt, Hu
- Schmidt, Hubert (1864–1933), deutscher Prähistoriker
- Schmidt, Hubert (1910–1989), deutscher Industriekaufmann und Politiker (CDU), Bürgermeister und MdL
- Schmidt, Hubert (* 1958), deutscher Jurist, Rechtsanwalt und Hochschullehrer
- Schmidt, Hubert (* 1979), österreichischer Basketballtrainer
- Schmidt, Hubertus (* 1951), deutscher Komponist, Pianist und Sänger
- Schmidt, Hubertus (* 1959), deutscher Dressurreiter
- Schmidt, Hugo (1885–1964), deutscher Offizier, zuletzt General der Flieger im Zweiten Weltkrieg
- Schmidt, Hugo Karl (1909–2009), deutscher evangelischer Pfarrer und Autor